# Vasteville
Vasteville (prononcé [vaːtvil]) est une ancienne commune française du département de la Manche et de la région Normandie, peuplée de 1 158 habitants.
Depuis le 1er janvier 2017, elle fait partie de la nouvelle commune de La Hague et a le statut de commune déléguée.

## Géographie

### Localisation
La commune est située à l'intersection de deux routes départementales dont la route des Caps fréquentée des randonneurs.
Les communes limitrophes sont Sainte-Croix-Hague, Acqueville, Biville, Héauville et Teurthéville-Hague.

### Géologie et relief
Vasteville est située sur un plateau argileux à 106 mètres d'altitude entouré de collines et de plusieurs ruisseaux (de Bival, du Val Tolle et des Noes), à proximité du parc naturel régional des Marais du Cotentin et du Bessin.

### Climat
Le climat est océanique avec des étés tempérés.

### Paysages
Vasteville, commune littorale de la mer de la Manche, est entouré par des dunes dont celles de Biville et celles de Siouville-Hague. Le massif dunaire planté de pins s'étend sur environ 600 hectares.
Comme sur toutes les côtes du Cotentin, l'extension des surfaces habitées est limitée par la Loi littoral et l'action du Conservatoire du littoral.

### Milieux naturels et biodiversité
- Dunes.
- Vallon de la Néretz et du ruisseau Clairefontaine.

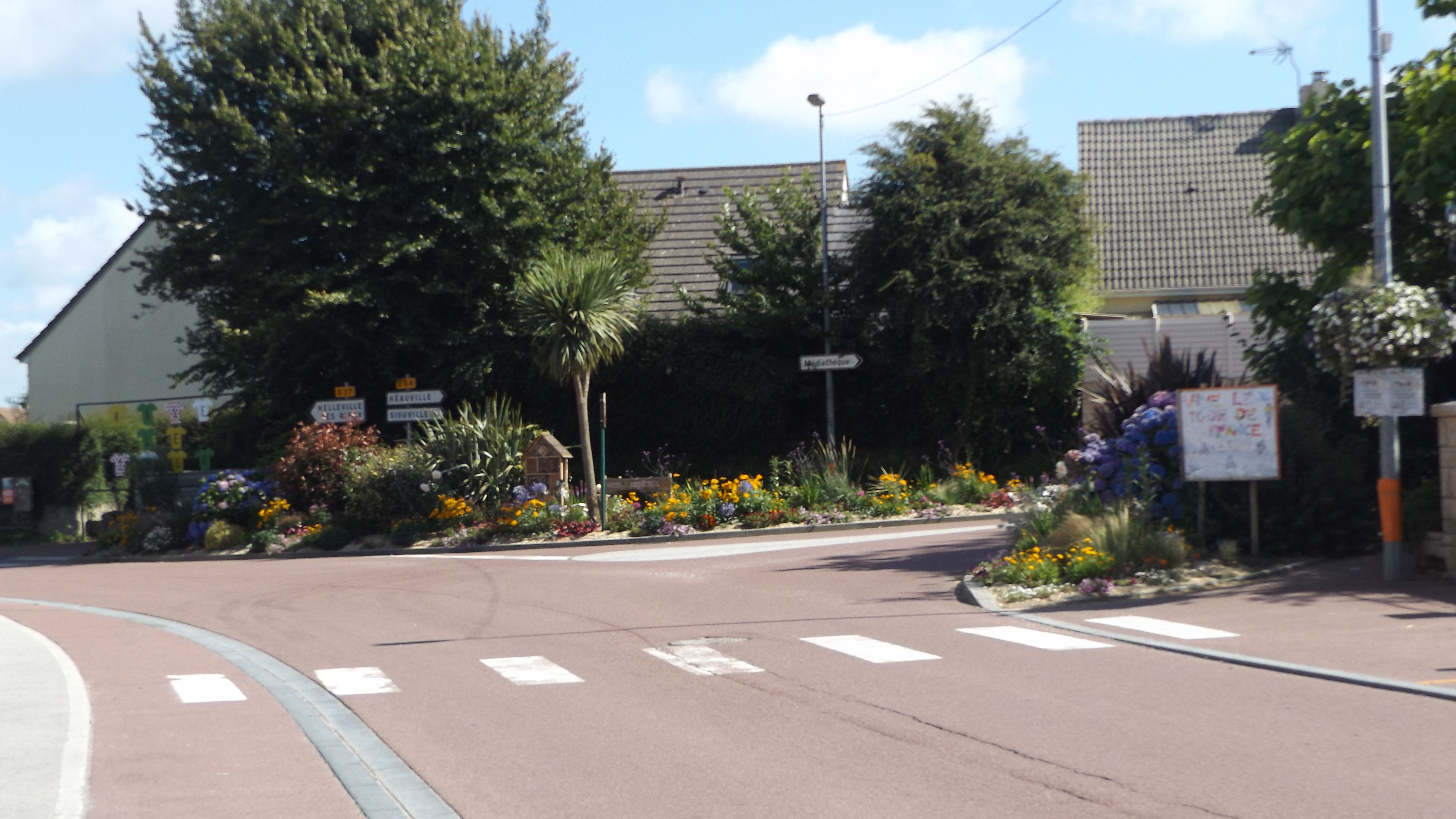
L'entrée du bourg.
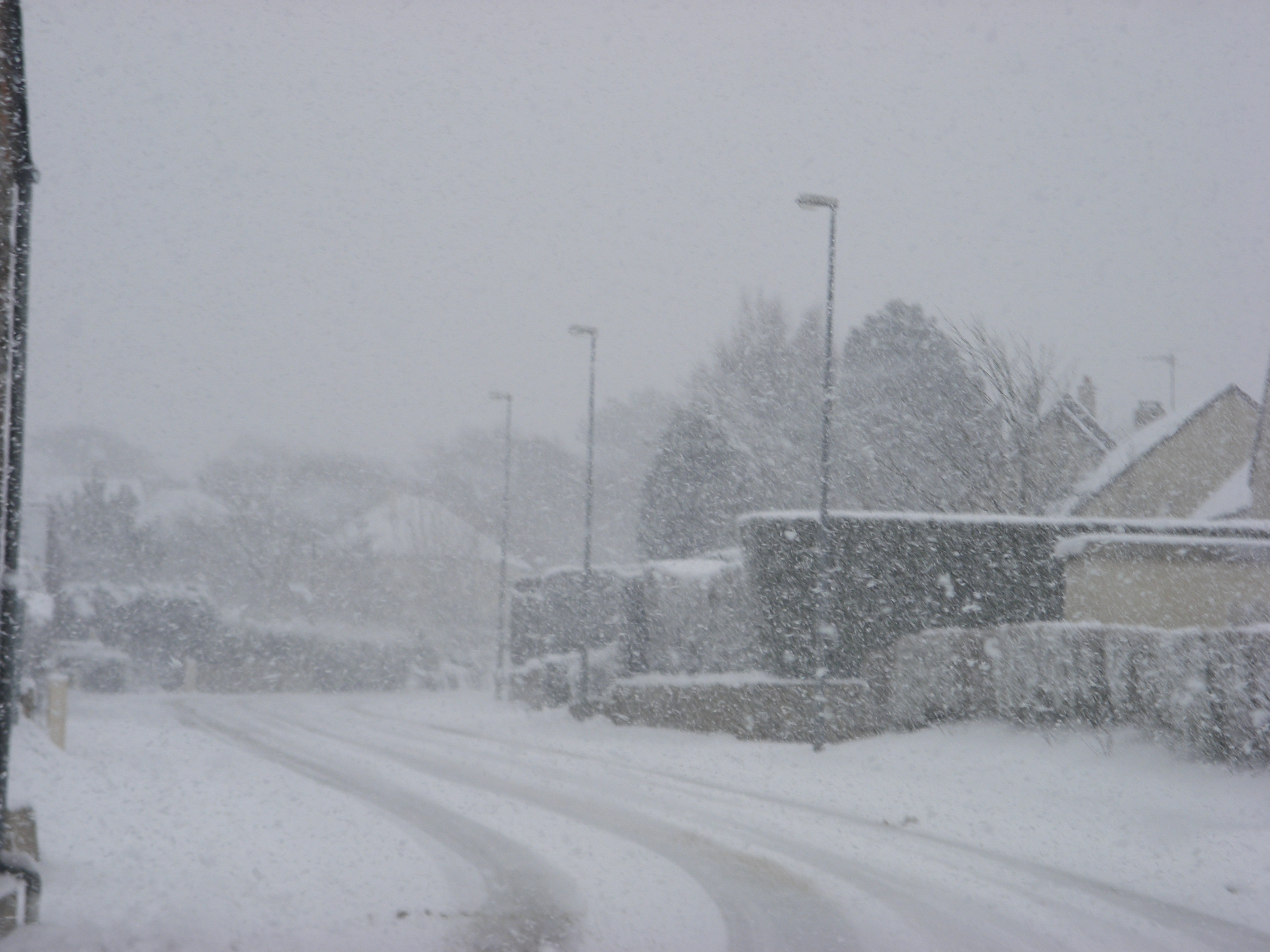
Vasteville sous la neige.

## Toponymie
Prononciation traditionnelle : API [vaːtvil].
Le nom de la localité est attesté sous les formes Vastavilla vers 1170, Wastevilla en 1165/1172, Guastavilla en 1180, Guastevilla avant 1291.
Ce nom est sans doute à rapprocher des nombreux toponymes terminés en -vast du Cotentin. Vast anciennement wast est un appellatif toponymique qui peut faire référence à des défrichements, bien qu'il désigne généralement des terres gâtées, de mauvaises terres. Ici, vast est employé comme adjectif, ce qui donne à Vasteville le sens de « domaine en friches ».

## Histoire

### Moyen Âge
Au XIIe siècle, la paroisse relevait de l'honneur de Néhou.
À la fin du XIIe siècle, Eudes de Sottevast était seigneur et patron du lieu.

### Temps modernes
En 1521, le seigneur de Vasteville était Jacques Rosette. L'un de ses descendants, Charles-Olivier Rosette de Brucourt, lieutenant aux Gardes françaises, a écrit un Traité de l'éducation de la jeune noblesse et a fondé la bibliothèque de Coutances. La famille Symon a repris par la suite cette seigneurie qui est ensuite passée aux mains de la famille Mesnil-Eury.
En 1567, Jacques Rozette, écuyer, sieur de Vasteville et Brucourt à Grosville, est taxé pour ces fiefs de 30 livres et 4 solz, dans le rôle des nobles et roturiers, au titre du ban et de l'arrière ban de la vicomté de Coutances, réalisé par Gilles Dancel, seigneur d'Audouville, lieutenant général du bailli de Cotentin, tenu à Coutances les 20-22 octobre. Le fief de Vasteville, quart de fief de haubert, avait des extensions à Digosville et au Mesnil-au-Val.

### Époque contemporaine
La commune est libérée le 20 juin 1944 par le 60e régiment d'infanterie US.

## Politique et administration

### Découpage territorial
La commune est situé dans le canton de Beaumont-Hague. 

### Liste des maires
| Période                                  | Période       | Identité              | Étiquette | Qualité                                                                      |
| ---------------------------------------- | ------------- | --------------------- | --------- | ---------------------------------------------------------------------------- |
| Les données manquantes sont à compléter. |               |                       |           |                                                                              |
| 1831                                     | 1870          | Louis Delalande       |           |                                                                              |
| 1870                                     | 1871          | Henri Rouxel          |           |                                                                              |
| 1871                                     | 1880          | Louis Jourdan         |           |                                                                              |
| 1880                                     | 1883          | Jean-Baptiste Racine  |           |                                                                              |
| 1883                                     | 1887          | Jean-Louis Cosnefroy  |           |                                                                              |
| 1887                                     | 1912          | Alexandre Lamotte     |           |                                                                              |
| 1912                                     | 1920          | Jean-Baptiste Lalonde |           |                                                                              |
| 1920                                     | 1922          | Adrien Dumoncel       |           |                                                                              |
| 1922                                     | 1925          | Jean-Baptiste Laplace |           |                                                                              |
| 1925                                     | 1935          | Jean-Baptiste Lalonde |           |                                                                              |
| 1935                                     | 1962          | Joseph Damourette     |           |                                                                              |
| 1962                                     |               | Charles Damourette    |           | Agriculteur retraité                                                         |
| avril 1974                               | juin 1995     | Bernard Dalmont       |           | Chef d'entreprise, menuisier Président du District de la Hague (1983 → 1985) |
| juin 1995                                | mars 2014     | Jean-Baptiste Sarchet | SE        | Agriculteur                                                                  |
| mars 2014                                | décembre 2016 | Hubert Dalmont        | SE        | Chef d'entreprise, menuisier                                                 |

| Période      | Période      | Identité         | Étiquette | Qualité                      |
| ------------ | ------------ | ---------------- | --------- | ---------------------------- |
| janvier 2017 | juillet 2020 | Hubert Dalmont   | SE        | Chef d'entreprise, menuisier |
| juillet 2020 | En cours     | Bruno Letourneur | SE        | Technicien production        |

## Population et société

### Démographie
L'évolution du nombre d'habitants est connue à travers les recensements de la population effectués dans la commune depuis 1793. À partir du 1er janvier 2009, les populations légales des communes sont publiées annuellement dans le cadre d'un recensement qui repose désormais sur une collecte d'information annuelle, concernant successivement tous les territoires communaux au cours d'une période de cinq ans. 
Pour les communes de moins de 10 000 habitants, une enquête de recensement portant sur toute la population est réalisée tous les cinq ans, les populations légales des années intermédiaires étant quant à elles estimées par interpolation ou extrapolation. Pour la commune, le premier recensement exhaustif entrant dans le cadre du nouveau dispositif a été réalisé en 2007,.
En 2021, la commune comptait 1 158 habitants, en évolution de +3,3 % par rapport à 2015 (Manche : +0,44 %, France hors Mayotte : +2,49 %).
| 1793 | 1800 | 1806 | 1821 | 1831 | 1836 | 1841 | 1846 | 1851 |
| ---- | ---- | ---- | ---- | ---- | ---- | ---- | ---- | ---- |
| 809  | 688  | 876  | 948  | 972  | 858  | 805  | 777  | 762  |

| 1856 | 1861 | 1866 | 1872 | 1876 | 1881 | 1886 | 1891 | 1896 |
| ---- | ---- | ---- | ---- | ---- | ---- | ---- | ---- | ---- |
| 730  | 710  | 665  | 608  | 629  | 547  | 531  | 506  | 539  |

| 1901 | 1906 | 1911 | 1921 | 1926 | 1931 | 1936 | 1946 | 1954 |
| ---- | ---- | ---- | ---- | ---- | ---- | ---- | ---- | ---- |
| 517  | 530  | 492  | 384  | 406  | 410  | 445  | 402  | 415  |

| 1962 | 1968 | 1975 | 1982 | 1990 | 1999 | 2007  | 2012  | 2017  |
| ---- | ---- | ---- | ---- | ---- | ---- | ----- | ----- | ----- |
| 446  | 430  | 403  | 527  | 852  | 876  | 1 009 | 1 134 | 1 111 |

| 2019  | - | - | - | - | - | - | - | - |
| ----- | - | - | - | - | - | - | - | - |
| 1 117 | - | - | - | - | - | - | - | - |

### Enseignement
Vasteville est située dans l'académie de Caen.
La commune administre une école maternelle et une école élémentaire en coopération avec la commune d'Acqueville.

### Activité culturelle et manifestations
Le comité des fêtes de la commune organise tous les ans la fête de la Madeleine le premier week-end de juillet.
Le samedi a lieu toute la journée un vide-greniers alors que le dimanche est animé d'un défilé de chars confectionnés par des bénévoles de la commune, d'une fête foraine puis d'un feu d'artifice tiré du stade.
Le feu de la Saint-Jean donne lieu notamment à une procession des fidèles devant l'église pendant que le clergé chante en Coutançais (hymne Ut queant laxis). Les filles sont coiffées du bonnet de triolette. Le prêtre bénit le bûcher, l'allume et passe son cierge au maire qui le passe à son tour au plus généreux donateur de fagots puis aux derniers mariés de la commune. Les participants forment ensuite une ronde jusqu'au petit jour.

### Cultes
L'église est aujourd'hui rattachée à la nouvelle paroisse Bienheureux Thomas Hélye de la Hague du doyenné de Cherbourg-Hague.

## Économie
La commune est connue pour l'élevage des moutons et connait également une activité agricole. Vasteville a été dans le passé un important centre artisanal et industriel qui comptait notamment quatre moulins à farine, deux huileries et un moulin à foulon dont on peut encore voir les ruines.
Vasteville appartient à la zone bénéficiant des AOC pour les Prés-salés du Mont-Saint-Michel et le Camembert de Normandie.

## Culture locale et patrimoine

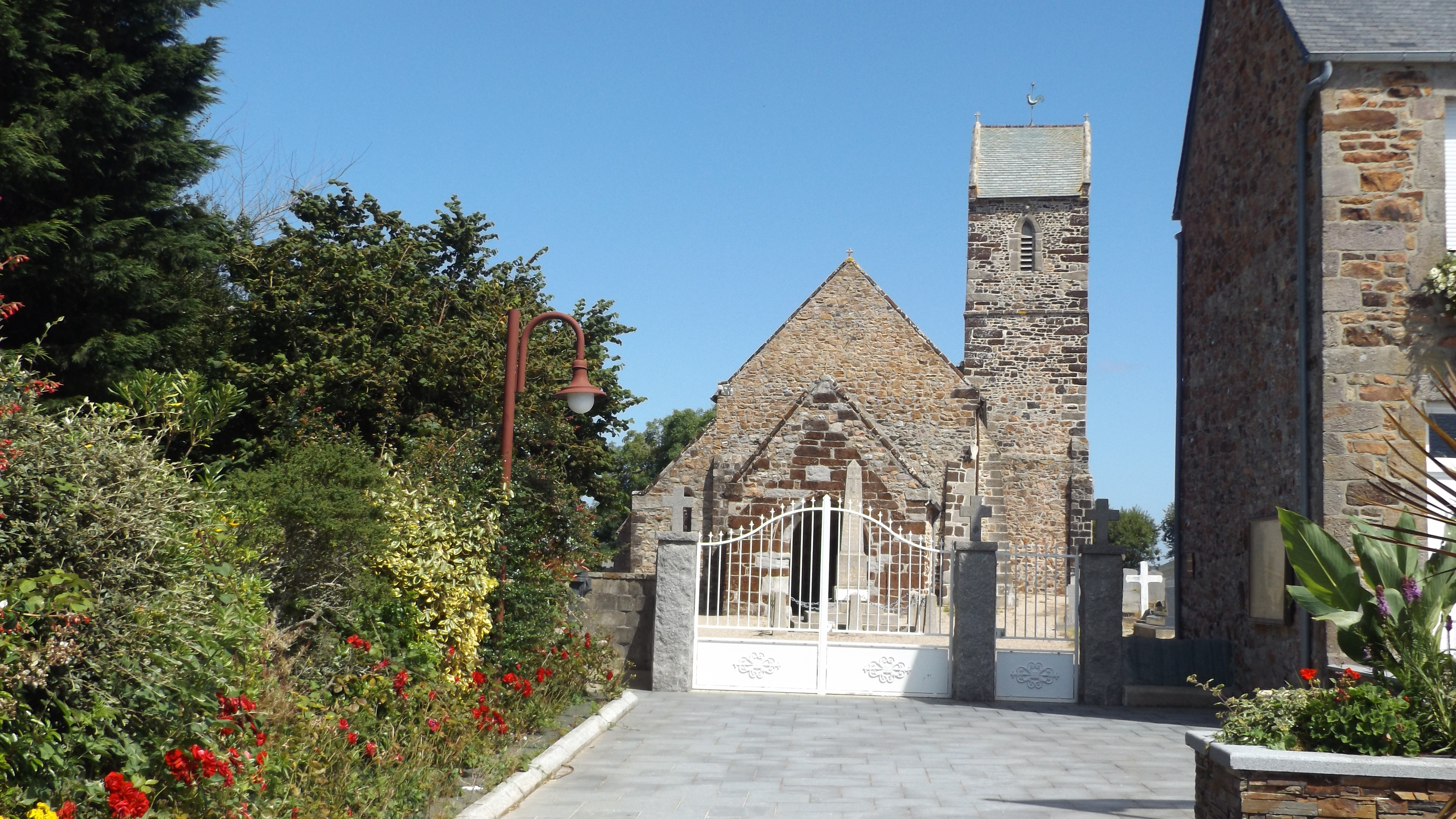
L'église Notre-Dame.

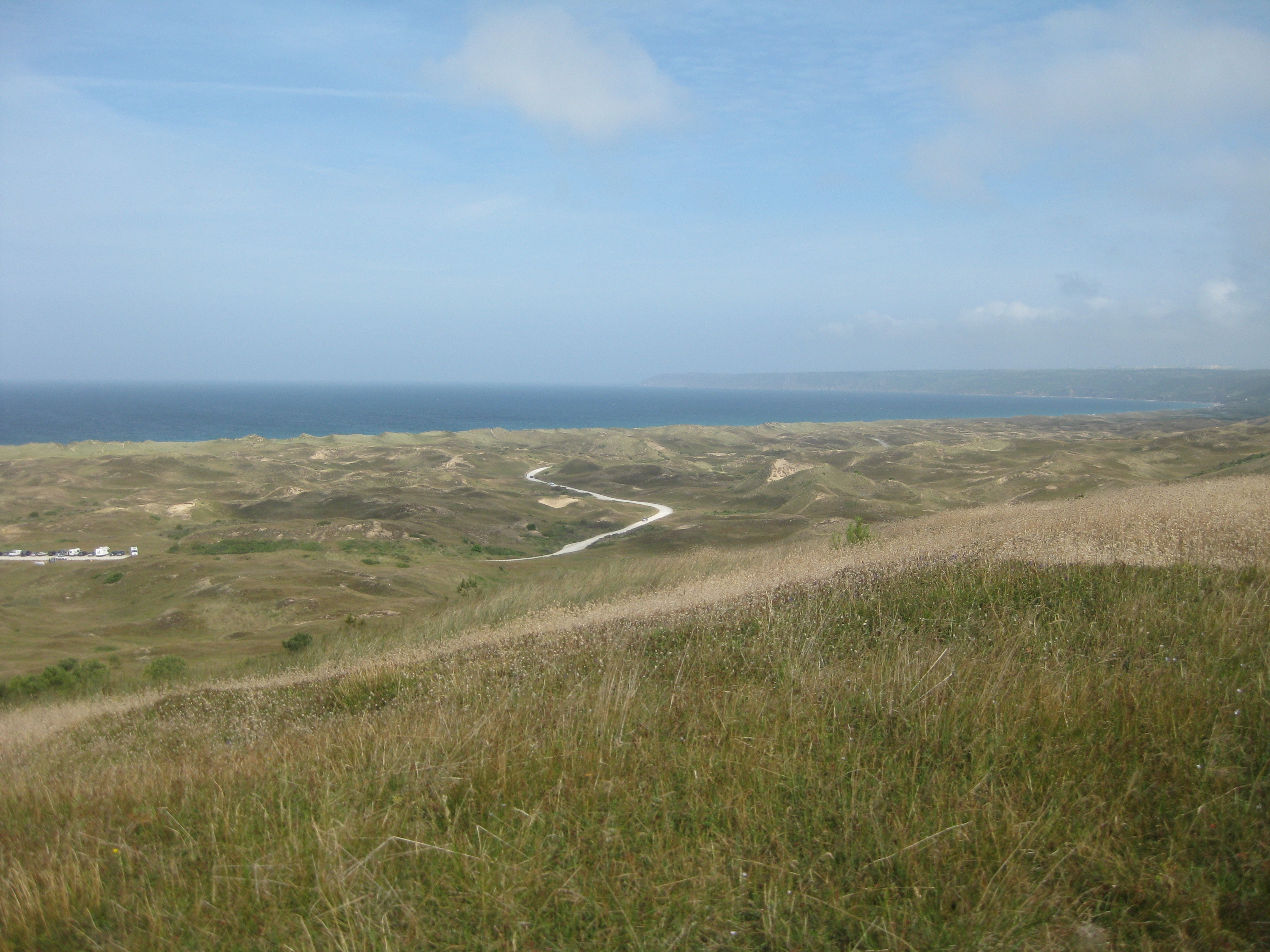
Les dunes de Vasteville.

### Lieux et monuments
- Église Notre-Dame des XIIIe, XVe – XIXe siècles. Elle a appartenu à l'abbaye Notre-Dame du Vœu de Cherbourg. Elle comprend un porche avancé, une tour gothique et des piliers à chapiteaux de son époque primitive.

Construite en grès, l'église avec ses deux nefs, de cinq travées, date du XIIIe siècle, avec des remaniements dont une voûte et des lambris moderne refaite en 1922. Le portail nord, du XIIIe siècle, avec une arcade en arc brisé a été muré. Les vitraux, beaucoup plus récents, datent de l'après-guerre. L'église abrite trois œuvres classées au titre objet aux monuments historiques : un groupe sculpté sainte Anne et la Vierge du XVe, cinq bas-reliefs représentent la Cène et les quatre Évangélistes du XVIe et un calice et sa patène du XVIIe, ainsi que des fonts baptismaux du XVIIIe, une verrière du XXe, et un cadran solaire du XVIIe.
Sur la clef de voûte du porche, on peut voir deux blasons accolés, surmontés d'une couronne de marquis avec des groupes de trois perles séparées. Sont figurées les armes de Jean Simon de Chauvigny : d'azur à la croix d'argent chargée de cinq croissants de gueules et cantonnée de quatre cygnes d'argent, dont la famille a été anoblie en 1550, et celles de son épouse (1660), Louise Du Chemin (Duchemin) : de gueules au lion rampant d'hermine.
- Croix de cimetière du XVe siècle, croix du Hameau Jourdan du XVIIe siècle, croix du Grand Hameau du XVIIe siècle et croix du Hameau Gourbesville du XVIIIe siècle.
- Manoir de Toutfresville des XVe et XVIe siècles, partiellement inscrit au titre des monuments historiques par arrêté du 11 juin 1980[20], avec une ancienne chapelle du XVIe désaffectée et une charretterie à six arches. Le colombier qui faisait office de tour de défense domine les communs. Ce manoir aurait fait partie jadis du bailliage de Jersey.
- Manoir de la Haye. Au-dessus d'une cheminée, on peut voir un bloc de pierre calcaire sur lequel sont gravées des armoiries à l'écu timbré d'un casque morné (visière abaissée). Elles figurent les armes de la famille Lucas de La Haye : de gueules à trois chevrons d'argent[21]. Estienne d'Aligre reconnut le 4 décembre 1634 l'ancienneté de la noblesse de Jean Lucas, écuyer, fils de Jean et de Jeanne Patrix (de Saint-Symphorien), qui habitait alors Vasteville. C'est probablement lui qui fit bâtir au début du XVIIe siècle le manoir de la Haye, où il résidait en 1640.
- Moulin à eau.
- Herquetot.
- Ancienne chapelle Sainte-Madelaine du XVIe siècle (désaffectée et transformée en grange). Elle est située à côté du manoir de Toutfresville. Édifiée en 1570, elle conserve une cloche, fondue en 1673, qui indique le nom de la famille Mesnil-Eury dont les armoiries étaient « de sable fretté de Six pièces d'argent ». Selon la légende, une jeune femme nommée Madeleine aurait été retrouvée morte après le naufrage d'un navire. La chapelle à son nom a été érigée là où elle repose[22]. Il s'y tenait une louerie importante (embauche de domestiques).

### Personnalités liées à la commune
- Jean Fleury (Vasteville, 1816 - 1894), écrivain régionaliste, littérateur et pédagogue. Il a également été lecteur à l'université de Saint-Pétersbourg.
- Henry Gréville, romancière, fille de Jean Fleury[23].

### Héraldique
| Armes de Vasteville | Les armes de la commune de Vasteville se blasonnent ainsi : De gueules aux trois chevrons d'argent. |